# ノリタケコーテッドアブレーシブ
株式会社ノリタケコーテッドアブレーシブは、かつて愛知県みよし市に本社を置いていた研磨布紙などのメーカー。社名のアブレーシブ (Abrasive) は「研磨材」という意味である。ノリタケカンパニーリミテド（現：ノリタケ）の子会社であり、同社の工業機材部門を担当していた。

## 沿革
1962年12月に米国・カーボランダム社と研削砥石について技術提携したのを機に、1963年2月から日本陶器（後のノリタケカンパニーリミテド、現：ノリタケ）はカーボランダム製の研磨布紙の輸入販売を始め、研磨布紙の市場に参入した。これに際してカーボランダム、同じく研削材メーカーの昭和電工（現：レゾナック・ホールディングス）と共同で新会社を設立する趣意書が調印された。この中で、カーボランダムは製造技術を提供し、昭和電工は研磨剤などを供給、日本陶器が実際の製造および販売をそれぞれ担当する事が決まった。こうして日本陶器の全額出資（資本金6,000万円）により1963年4月1日に日本コーテッドアブレーシブ株式会社が設立された。
1964年12月に日本コーテッドアブレーシブはカーボランダムと研磨布紙の製造に関する技術提携を結び、1965年6月に本社工場を現在の愛知県みよし市に本社工場を建設した。定型に基づいて派遣された技師から製造技術の指導を受け、1965年10月から製造が始まった。この年、資本金を5億4,000万円に増資すると、1966年2月にはカーボランダムが、さらに翌1967年には昭和電工が資本参加した。こうして日本コーテッドアブレーシブは合弁企業となり、製造した研磨布紙は日本陶器が販売する体制となった。
研磨布紙メーカーとしては後発であったが、製造の前工程である布処理を内製化するなどして品質・コスト面で競争力を高めてステンレス研磨などの分野で業績を徐々に伸ばし、1968年に始めて黒字に転じた。1971年には東京、名古屋、大阪に出張所を設けて直販を開始し、また1972年には粘着テープの販売も始めた。さらに業績を拡大するため1973年に石川県羽咋郡志賀町に能登工場を建設し、1974年1月から稼動して本社工場との分担体制が整った。1976年には能登工場の増築、1991年に再増築が行なわれている。
一方、商品開発では研磨布紙製造の過程で生じる余分な砥材を用いて1977年4月にすべり止めシートを開発し、鉄道の駅構内などで用いられた。ゴルフクラブのシャフト研磨用工具、金属一般加工用の汎用品の開発なども行なっている。また、研磨布紙ベルトで仕上げたプリント基板などの表面を調整するホイール型不繊布工具を1983年に商品化するなど、会社の商品開発力は年々向上していった。
その後、1983年にカーボランダム社の持つ株式をノリタケカンパニーリミテドと昭和電工が買い取り、さらに1998年に昭和電工の株式も買い取ってノリタケカンパニーリミテドの100%子会社に戻った。2001年には株式会社ノリタケコーテッドアブレーシブに社名を変更し、ノリタケグループの一員であることをより明確にした。また、ASEAN地域内で活動している日系企業からの進出要請を受け、2002年6月にはタイの販売代理店・B&Bアソリメックと合弁でラヨーン県に合弁会社のサイアムコーテッドアブレーシブを設立している。
2022年10月1日、日本レヂボンを存続会社として合併している。